# Вісник Надзбруччя
Вісник Надзбрẏччя — громадсько-політична газета Гусятинщини, тижневик. Реєстраційний номер ТР 306. Виходить з 8 березня 1945 року.
Засновник: Колектив редакції.

## Історія
У березні 1945 року засновано газету під назвою «Прапор комунізму». Така назва протрималася до серпня 1990 року, коли газету перейменували на «Вісник Надзбруччя».

## Редактори
| Прізвище, ім'я     | Роки                        | Фото |
| Тимофій Панченко   | (1945—1952)                 |      |
| Іван Собчук        | (червень—вересень 1952)     |      |
| Іван Баранов       | (жовтень 1952—червень 1953) |      |
| Іван Собчук        | (1953—1959)                 |      |
| Ніна Головко       | (1959—1962)                 |      |
| Іван Боднар        | (1962—1985)                 |      |
| Леонід Дубас       | (1986—1991)                 |      |
| Роман Кучма        | (1991—2004)                 |      |
| Микола Кучмій      | (2004—2006)                 |      |
| Ніла Семків        | (2006—2011)                 |      |
| Марія Гайдук       | (2011—2013)                 |      |
| Леонід Дубас       | (2013—2015)                 |      |
| Віталій Остафійчук | (від 2015-2019 )            |      |

## Додаткова література
- Вісник Надзбруччя. — 2017. — № 44 (27 жов.). — С. 1.